# Departamento Choya
Choya es un departamento de la Provincia de Santiago del Estero, Argentina, ubicado en el sudoeste provincial. Limita al norte con los departamentos de Guasayán y Juan Francisco Borges, al sur con la provincia de Córdoba, al este con los departamentos de Ojo de Agua, Silípica y Loreto, y al oeste con la provincia de Catamarca.

## Límites
La ley provincial N.º 353, que fue sancionada el 11 de noviembre de 1911, dividió el territorio de la provincia en departamentos, estableciendo los siguientes límites para el Departamento Choya:

Es el actual Departamento Choya sin alteración.
 Sus límites son: por el Norte el Departamento Guasayán, por el Este Ojo de Agua, Loreto y Silípica; por el Sur la Provincia de Córdoba; y por el Oeste la Provincia de Catamarca.
 Están en este Departamento las poblaciones denominadas: 25 de Mayo, Jarilla y Salvador, que figuran en el mapa ubicadas en Loreto, así como la Estación Laprida, su ejido y su distrito.
 Su Capital es la Villa La Punta.

## Distritos
La ley provincial que fue sancionada el 3 de agosto de 1887 dividió el territorio del departamento en tres secciones: Frías, San Pedro y La Punta. La Sección Frías comprendía los distritos de: Villa Unzaga, Iriondo, Remancito. La Sección San Pedro comprendía los distritos de: Villa Rivadavia, Barrancas, Chañar, Peñas, Ralos. La Sección La Punta comprendía los distritos de: Villa Laprida, La Punta, Maquijata, Laguna, Rincón, Puestos. La asignación de localidades a cada distrito fue asignada al Poder Ejecutivo.
La ley provincial N.º 260, que fue sancionada el 19 de agosto de 1910, dividió el territorio del departamento en tres secciones, cada una dividida entre los siguientes distritos:
Sección La Punta
- Villa La Punta
- Villa Laprida
- Maquijata
- Laguna
- San Justo
- Estación La Punta

Sección San Pedro
- Las Peñas
- San Juancito
- Villa Rivadavia
- 25 de Mayo
- Chañar
- Monte Redondo

Sección Frías
- Frías
- Tapso
- Remansito

## Historia
En tiempos anteriores al siglo XVII y de acuerdo a los restos arqueológicos encontrados, vivieron culturas correspondientes a los períodos Temprano y Medio, es decir, Mercedes y Sunchituyoj, también estuvo asentada una reducción Jesuítica, San José de Petacas. Toda esta región se conocía como Chaco Gualamba y comprendía varias provincias indígenas.
En 10 000 años a. C., aparecen las culturas precerámicas Ampajango y Ayampitín, siguiéndoles las culturas Mercedes, Sunchituyoj y Averías de la era cristiana respectivamente.
En Maquijata, localidad del Departamento, muere asesinado por una flecha envenenada el conquistador español Diego de Rojas.

## Geografía
El Departamento Choya consta de 6492 km², un 4,7 % del total provincial, siendo por superficie el 7.º departamento dentro de las 27 jurisdicciones en que se divide políticamente la provincia.
Según el censo INDEC 2001, en el Departamento Choya vivían 33 720 habitantes, el 4,19 % del total provincial. Con respecto al censo de 1991 se observa un ascenso en el peso poblacional relativo (que en tal censo ascendía al 4,57%).
La cabecera departamental es la ciudad de Frías, cuya población es de 25.401 habitantes, un 75 % del total departamental, distante a 148 km de la ciudad capital.
Otras poblaciones importantes del departamento son Villa La Punta, Choya, Laprida, Tapso.
Los cultivos más comunes son maíz, centeno, poroto, trigo, cebada, avena, sorgo y soja. Y la ganadería está compuesta por la cría de bovinos, yeguarizos, porcinos, caprinos.
Otra actividad económica es la minería de calizas y yesos.
La población ocupada del departamento es de 1.201 personas, un 16,44 % de la población.

## Localidades y parajes
- Ancaján
- Chañar Pozo
- El Mojoncito
- El Rodeo
- El Tasial
- Estación La Punta
- Kilómetro 55
- Los Ralos
- Maquijata
- Monte Redondo
- Pocito de la Loma
- Pozo de la Puerta
- Pozo del Simbol
- Puerta de Chávez
- San Juan
- San Justo
- San Pedro de Choya
- San Rafael
- Santa Cruz
- Sinchi Caña
- Veinticinco de Mayo de Banegas
- Veinticinco de Mayo Sud
- Villa Elvira
- Villa Mercedes

- Sol de Mayo

## Sismicidad
La sismicidad del área de Santiago del Estero es frecuente y de intensidad baja, y un silencio sísmico de terremotos medios a graves cada 40 años.
El 4 de julio de 1817 (207 años), sismo de 1817 de 7,0 Richter, con máximos daños reportados al centro y norte de la provincia, donde se desplomaron casas y se produjo agrietamiento del suelo, los temblores duraron alrededor de una semana. Se estimó una intensidad de VIII grados Mercalli. Hubo licuefacción con grandes cantidades de arena en las fisuras de hasta 1 m de ancho y más de 2 m de profundidad. En algunas de las casas sobre esas fisuras, el terreno quedó cubierto de más de 1 dm de arena.
Aunque la actividad geológica ocurre desde épocas prehistóricas, el sismo del 20 de marzo de 1861 (164 años) señaló un hito importante dentro de la historia de eventos sísmicos argentinos ya que fue el más fuerte registrado y documentado en el país. A partir del mismo la política de los sucesivos gobiernos provinciales y municipales han ido extremando cuidados y restringiendo los códigos de construcción. Pero solo con el terremoto de San Juan de 1944 del 15 de enero de 1944 (81 años) los Estados provinciales tomaron real estado de la gravedad sísmica de la región.